# Latin Kings
Latin Kings (pełna nazwa: Wszechmocny naród latynoskich królów) – jeden z większych gangów w Stanach Zjednoczonych. Skupia ludzi z Ameryki Południowej i Europy zachodniej. Znakiem rozpoznawczym jest tatuaż z koroną i inicjałami „LK”. Gang zajmuje się handlem narkotykami oraz zabójstwami na zlecenie.